# Ompok
Ompok cũng gọi là cá trèn là một chi cá da trơn bản địa của vùng châu Á . Cá trèn còn thuộc nhiều chi khác trong họ Cá nheo (Siluridae): Belodotichthys, Hemisilurus, Kryptopterus, Phalacronotus.

## Các loài
Có 27 loài được ghi nhận trong chi này. 
- Ompok bimaculatus (Bloch, 1794) (Butter catfish)
- Ompok binotatus Ng, 2002
- Ompok borneensis (Steindachner, 1901)
- Ompok brevirictus Ng & Hadiaty, 2009
- Ompok canio (Hamilton, 1822)
- Ompok ceylonensis (Günther, 1864)
- Ompok eugeneiatus (Vaillant, 1893) (Malay glass catfish)
- Ompok fumidus Tan & Ng, 1996
- Ompok goae (Haig, 1952)
- Ompok hypophthalmus (Bleeker, 1846)
- Ompok javanensis (Hardenberg, 1938)
- Ompok jaynei Fowler, 1905
- Ompok karunkodu Ng, 2013[3]
- Ompok leiacanthus (Bleeker, 1853)
- Ompok malabaricus (Valenciennes, 1840) (Goan catfish)
- Ompok miostoma Vaillant, 1902
- Ompok pabda (Hamilton, 1822) (Pabdah catfish)
- Ompok pabo (Hamilton, 1822) (Pabo catfish)
- Ompok pinnatus H. H. Ng, 2003 (Long-fin glass catfish)
- Ompok platyrhynchus Ng & Tan, 2004
- Ompok pluriradiatus Ng, 2002
- Ompok rhadinurus Ng, 2003
- Ompok siluroides Lacépède, 1803
- Ompok sindensis (Day, 1877)
- Ompok supernus Ng, 2008[4]
- Ompok urbaini (Fang & Chaux, 1949)
- Ompok weberi (Hardenberg, 1936)

Ở Việt Nam, cá trèn là một trong những loại cá ngon ở Đồng bằng sông Cửu Long. Hàng năm, cứ theo mùa nước lũ, cá trèn ở Biển hồ Campuchia lại xuôi dòng Mê Kông về hạ nguồn đồng bằng này sinh sôi phát triển. Cá trèn ở vùng này có ba loại là cá trèn bầu (Ompok bimaculatus), cá trèn răng (Belodontichthys truncatus) và cá trèn kết (Belodotichthys dinema), trong đó ngon nhất lại là trèn bầu, bởi cá thịt nhiều, ngon ngọt, ít xương và 2 cục thịt nạc gù trên sống lưng, còn phải kể đến phần bụng béo ngậy của cá.